# Liste der Bischöfe von Pamiers
Die folgenden Personen waren Bischöfe von Pamiers (Frankreich):

## Äbte
- Peter I. ca. 1090 – ca. 1130
- Wilhelm I. 1138
- Bernard I. 1145
- Raimund I. 1149
- Pons de Brugale 1156 und 1165
- Maurin I. 1170 und 1172
- Wilhelm II. 1174 und 1180
- Isarn 1181 und 1185
- Raimund II. 1188
- Wilhelm III. 1203
- Vital 1206 und 1211
- Peter II. 1215 und 1218
- Maurin II. ca. 1228 – ca. 1260
- Wilhelm IV. 1261 und 1264
- Bernard II. Saisset de Saint-Agne ca. 1266–1297

## Bischöfe
- Bernard Saisset 1297–1314
- Pilfort de Rabastens 1315–1317
- Jacques Fournier 1317–1326
- Dominique Grenier 1326–1347
- Arnaud de Villemur 1348–1350 (siehe Haus Comminges)
- Guillaume de Montespan 1351–1370
- Raymond d’Accone 1371–1379
- Bertrand d’Ornésan 1380–1424
- Jean I. de Forto 1424–1431
- Gérard I. de La Bricoigne 1431–1435
- Jean II. Mellini 1435–1459
- Barthélemy d’Artiguelouve 1459–1467
- Paschal Dufour 1468–1487
- Pierre de Castelbajac 1488–1497
- Gérard II. DeJean 1498–1501
- Kardinal Amanieu d’Albret 1502–1506 (Haus Albret)
- Mathieu d’Artiguelouve 1506–1514
- Amanieu d’Albret 1514–1520 (2. Mal) (Haus Albret)
- Bertrand de Lordat 1524–1547
- Jean III. de Luxemburg 1547–1548
- Jean IV. de Barbançon 1548–1557
- Robert de Pellevé 1557–1579
- Bertrand du Perron 1579–1605
- Joseph d’Esparbès de Lussan 1608–1625
- Henri de Sponde 1626–1629
- Jean V. de Sponde 1639–1643
- Henri de Sponde April bis Mai 1643 (2. Mal)
- François Bosquet
- Jacques de Montrouge
- François de Caulet 1644–1680
- François d’Anglure de Bourlemont 1680–1685
- François de Camps 1685–1693
- Jean-Baptiste de Verthamon 1693–1735
- François-Barthélemy de Salignac-Fénelon 1736–1741
- Henri-Gaston de Lévis 1741–1787
- Joseph-Mathieu d’Agoult (Charles Constant César d’Agoult de Boneval) 1787–1790
  - Bernard Font 1791–1793 (Konstitutioneller Bischof)
- Louis Charles François de La Tour-Landorthe 1823–1835
- Gervais-Marie-Joseph Ortric 1835–1845
- Guy-Louis-Jean-Marie Alouvry 1846–1856
- Jean-François-Augustin Galtier 1856–1858
- Jean-Antoine-Auguste Bélaval 1858–1881
- Pierre-Eugène Rougerie 1881–1907
- Martin-Jérôme Izart 1907–1916 (dann Erzbischof von Bourges)
- Pierre Marceillac 1916–1947
- Félix Guiller 1947–1961
- Maurice-Mathieu Louis Rigaud 1961–1968 (dann Erzbischof von Auch)
- Henri-Lugagne Delpon 1968–1970
- Léon Soulier 1971–1987
- Albert-Marie Joseph Cyrille de Monléon OP 1988–1999
- Marcel Perrier 2000–2008
- Philippe Mousset 2009–2014 (dann Bischof von Périgueux)
- Jean-Marc Eychenne 2014–2022 (dann Bischof von Grenoble-Vienne)
- Benoît Gschwind AA seit 2023